# Dwars door België 1976
La Dwars door België 1976, trentunesima edizione della corsa, si svolse il 21 marzo su un percorso di 206 km, con partenza ed arrivo a Waregem. Fu vinta dal belga Willy Planckaert della squadra Maes Pils-Rokado davanti ai connazionali Marc Demeyer e Walter Planckaert.

## Ordine d'arrivo (Top 10)
| Pos. | Corridore           | Squadra                          | Tempo    |
| ---- | ------------------- | -------------------------------- | -------- |
| 1    | Willy Planckaert    | Maes Pils-Rokado                 | 5h12'00" |
| 2    | Marc Demeyer        | Flandria-Velda-W-VL Vleesbedrijf | s.t.     |
| 3    | Walter Planckaert   | Maes Pils-Rokado                 | a 1'50"  |
| 4    | Cees Priem          | Frisol-Gazelle                   | s.t.     |
| 5    | Serge Vandaele      | Maes Pils-Rokado                 | a 3'15"  |
| 6    | Theo Smit           | Frisol-Gazelle                   | a 5'00"  |
| 7    | Luc Leman           | Miko-De Gribaldy-Superia         | s.t.     |
| 8    | Bernard Bourguignon | Miko-De Gribaldy-Superia         | s.t.     |
| 9    | Daniel Verplancke   | Flandria-Velda-W-VL Vleesbedrijf | s.t.     |
| 10   | Luc D'Hondt         | Maes Pils-Rokado                 | s.t.     |